# Псайлок
Псайлок (англ. Psylocke, произносится «Сайлок»), она же Элизабет «Бетси» Брэддок (англ. Elizabeth Braddock) — персонаж комиксов издательства «Marvel Comics», наиболее часто появляющийся в комиксах о команде супергероев Люди Икс, а также в различных адаптациях. Псайлок создана писателем Крисом Клермонтом и художником Хербом Тримпом, её первое появление произошло в 8-м номере «Капитан Британия» в декабре 1976 года, выпущенного дочерней компанией «Marvel Comics» —издательством «Marvel UK». Изначально она была второстепенным персонажем в приключениях её брата-близнеца, Капитана Британия, и иногда его заменяла. Позже она стала мутантом-супергероиней Псайлок. Изначально Псайлок была показана мутантом со способностями предсказывать будущее на страницах Капитан Британия, и лишь затем как телепат, персонаж в конце концов получил телекинез, как Джин Грей. Псайлок позже обладала обеими способностями — телепатией и телекинезом.

## История публикаций

### Создание персонажа
Созданная писателем Крисом Клермонтом, Элизабет Брэддок первый раз появилась в «Капитане Британия» № 8 (декабрь 1976 года), опубликованном Marvel UK, дочерним издательством Marvel Comics. Оригинальное произношение имени персонажа было Элизабет, но при перепечатывании британской версии для американских читателей возникла опечатка Элисабет. Это привело к несоответствиям в будущих публикациях. Это несоответствие было разрешено Клермонтом спустя тридцать два года в 2008 году в серии комиксов «New Exiles», в котором было утверждено произношение Элизабет. В комиксе «Капитан Британия» Крис Клермонт представил её как второстепенного персонажа, сестру Брайана Брэддока, также известного как Капитан Британия, и утвердил её карьеру, как героя для небольших забегов. Он также установил, что она имеет психические способности, пределы которых неизвестны, несмотря на отсутствие объяснений этим способностям. В 243-м номере комикса «Super Spider-Man and Captain Britain» издательства «Marvel UK» в октябре 1977 года, Бетси Брэддок была представлена как профессиональная модель.

### Расширение роли
В комиксе Marvel UK Сорвиголова № 3 (Март 1983), Алан Мур установил, что персонаж начал работу на вымышленную государственную организацию У. Д. А. Р. (англ. S.T.R.I.K.E.), которая нашла применение её психическим способностям. Её любовник Том Леннокс также оперативник У. Д. А. Р., позже убитый. История также показывает, как она покрасила волосы в пурпур; этот цвет волос стал визитной карточкой Псайлок. Следующее изменение персонажа случилось в 1986 году, когда случился перезапуск комикса Капитан Британия, где Бетси Брэддок осталась сестрой Капитана Британия, и была ослеплена суперзлодеем Слэймастером (англ. Slaymaster).
В New Mutants Annual № 2 (1986), Клермонт ввел Брэддок в серию Люди Икс. История показывает её похищенной и увезенной в Моджовёрс, где ей промыли мозги, вставили бионические глаза, и назвали «Псайлок» на первое время. После спасения Новыми Мутантами она заняла резиденцию в их академии мутантов, возглавляемую Магнето в отсутствие Профессора Ксавьера. После помощи команде неофициально, Брэддок утвердилась в своей самостоятельности, в одиночку схватившись с Саблезубым, и также используя телепатию для получения жизненно важной информации на протяжении событий Резни Мутантов. Впоследствии Брэддок официально пригласили в команду Люди Икс и официально приняла псевдоним «Псайлок».

### Выход на первый план
Изначально описанная чистым телепатом с несколькими боевыми приемами, Псайлок позже получает тело-броню. Эти изменения произошли в Uncanny X-Men № 250—251 (1989), где Люди Икс сбежали от кибернетических террористов, Грабителей (англ. The Reavers), прошли через Сиж Перилоус (англ. Siege Perilous), телепортационное устройство, прокладывающее путь сквозь измерения. В следующей истории серии Брэддок напала на след Японской террористической организации, Руки, которые промыли ей мозги и физически изменили её. Брэддок теперь верила, что она «Леди Мандарин», лучшая убийца Руки. Эти физические манипуляции включали модификацию физических черт, изменив и её лицо с европейского к Японскому типу лица. После спасения Росомахой и возвращения воспоминаний Псайлок сохранила боевые навыки, полученные от модификаций Руки, вроде способности фокусировать телепатическую силу в форму «психического ножа».
С запуском 2-го тома Людей-Икс команда разделилась, и Псайлок вступила в команду ведомую Циклопом. В написанных Джимом Ли историях Брэддокс флиртует с Циклопом, в конце концов попытавшись соблазнить его. К этому моменту, Куэнон, новый персонаж с психической схожестью с Брэддок до манипуляций Руки, заявила, что это она настоящая Псайлок, обвинив тем самым выглядящую японкой Брэддок в том, что она самозванец. После того, как Джим Ли и шесть других создателей комиксов покинули Marvel Comics и основали Image Comics, новый писатель сценариев Фабиан Нишиза установил, что Куэнон — самозванец и флирт Брэддок с Циклопом был частью генетического и ментального сращивания, в котором Куэнон была создана первой.
В 1994 году писатель Скотт Лобделл установил романтические отношения между Брэддок и её приятелем Архангелом. Псайлок была жестоко покалечена безумным Саблезубым в написанном Лобделлом Uncanny X-Men № 328. Её жизнь была спасена мистическим артефактом Малиновая Заря, побочным эффектом чего стала способность Псайлок телепортироваться в тени и обратно. Лобделл также временно вывел Псайлок из списка Людей Икс следующего выпуска. Брэддок вернулась в номере X-Men, том 2, № 77-78, где она использовала свою усиленную артефактом телепатию, чтобы поймать Теневого Короля (англ. Shadow King) в астральном плане. Любое использование её телепатических способностей может вызвать его освобождение, так что Псайлок теперь воздерживается от их использования. Вскоре после этого она начнет использовать телекинезис вместо этого. Отношения Брэддок с Архангелом порвались в написанном Клермонтом номере X-Men, том 2, № 109, где Брэддок положила начало отношениям с новым рекрутом Людей Икс индийцем Нилом Шаара. В им же написанном X-Treme X-Men № 2 (2001), персонаж погибает, и после этого не появлялась до 2005 года, когда вышел Uncanny X-Men № 455; Клермонт написал и этот комикс, позже заявив, что всегда хотел воскресить её. Вкратце, персонаж был описан в Exiles, спин-оффе серии X-Men, имеющей место в альтернативной вселенной. С аннулированием комикса New Exiles, Псайлок появилась в одно-серийном соло-комиксе, «Люди Икс: Меч Брэддокс». После этого, персонаж вернули в главную вселенную Marvel в начале 2009 года на страницах Uncanny X-Men. Псайлок была описана в одноимённом четырёх-серийном комиксе, начавшемся в Ноябре 2009 года, написанном Кристофером Йостом и нарисованном Харви Толибао. Мацуо Цурияба и Росомаха — одни из центральных персонажей в этой истории.

## Биография

### Происхождение
Элизабет Брэддок родилась в Англии. Выросла в маленьком городке Мэлдон, графстве Эссекс, Бетси была вторым ребёнком сэра Джеймса Брэддока; она, её брат-близнец Брайан и старший брат Джейми имели хорошую жизнь в богатой семье. К моменту смерти их родителей Бетси являлась запасным пилотом. После она и Джейми были взяты в заложники агентами Красного Черепа и освобождена Капитаном Америка и Капитаном Британия, Бетси узнала, что последний был её брат Брайан. В то же время Брэддок обнаружила в себе способность предвидения. Она перекрасила свои волосы в пурпурный цвет и стала моделью, а её способности выросли и включили в себя телепатию. Агент Мэттью завербовал Бетси в Пси Дивизион У. Д. А. Р., и она стала любовницей Тома Леннокса. Она была послана проникнуть в Клуб Адского Пламени, но была предупреждена Тессой (англ. Tessa or Saga) для её собственной защиты.
Когда преступный лорд Виксен нанял Слэймастера для уничтожения Пси Дивизиона, только Бетси, Том Леннокс и их подруга Алисон Дабл (англ. Alison Double) остались в живых, когда Капитан Британия пришёл защитить их. Когда реальность была изменена силами Джеймса Джасперса, Том пожертвовал собой, чтобы дать Брэддок время сбежать от группы охотников на супергероев. Бетси ментально присутствовала в голове Тома, когда он умирал; ощутив его смерть, она осталась травмированной. После восстановления изменений реальности злая версия Капитана Британия из другой вселенной под именем Кэпитан Бритон (англ.  Kaptain Briton) поменялся местами с Брайаном. Дважды он пытался изнасиловать Бетси. В порыве самозащиты она телепатически убила его.
Той же ночью, близнецы узнали о том, что их отец родом из другого мира Авалона (англ. Avalon or Otherworld), и новое агентство под именем R.C.X. попросило их разместить Варпи (англ. Warpies — дети, изменённые изменениями реальности, произведенными Джаспером) в Поместье, что привело к спору между Бетси и Брайаном. Когда Брайан уехал за границу, Мэттью (теперь имеющий псевдоним Габриель) убедил Бетси стать новым Капитаном Британия, надев модифицированный костюм Кэпитана Бритона. Работая с Капитаном СК (англ. Captain United Kingdoms), из-за чего стала знаменитой. После нескольких месяцев Виксен заманил Бетси в западню со Слэймастером, кто жестоко избил её и вырезал глаза. Брайан прилетел спасти её и убил Слэймастера. Бетси отказалась от предложенных R.C.X. кибернетических глаз, предпочитая полагаться на психические способности; она и Габриэль поехали в Швейцарию для её выздоровления.

### Люди-Икс
Бетси была похищена Моджо из Альп, промыл мозги, вставил кибернетические глаза, и прославил её в качестве звезды в его новом шоу «Дикие пути» (англ. Wildways) под именем Псайлок. Брайан и Новые Мутанты спасли её, после чего Бетси переехала в особняк Людей Икс для восстановления, именно там, где и хотели Рома, Страж Омниверс (англ. Guardian of the Omniverse).
Когда Мародёры атаковали Морлоков, Особняк-Икс был использован в качестве лазарета для пострадавших от резни. Зная, что Люди-Икс уехали в Нью-Йорк, Марадер Саблезубый вторгся в особняк. Псайлок использовала себя в качестве наживки, чтобы увести его от раненых до прибытия Людей Икс. Пока Саблезубый и Росомаха дрались, Псайлок использовала свою телепатию, чтобы собрать информацию о Мародерах и их лидере, Злыдня (англ. Mr.Sinister), из сознания Саблезубого. Росомаха, хоть и изначально отказывался вмешивать чужих в дела Людей Икс, был впечатлён её мужеством настолько, что пригласил её в команду. В качестве члена команды она повстречалась с Мефисто, Доктором Думом и Фантастической Четвёркой, и Ордой (англ.  Horde). Люди Икс позже сразились с Силой Свободы и Эдвёрсари (англ. Adversary - противник) в Далласе, и, в снимаемой битве, пожертвовали собой, чтобы Горн (англ. Forge) смог связать Эдвёрсари; Рома тайно восстановила им жизнь, и дала Бетси Сиж Перилоус (англ. Siege Perilous), который они могли использовать если б захотели начать новую жизнь. Люди Икс переехали на Австралийскую запасную базу Разбойников, откуда они проводили операции по поимке Стаи (англ. Brood), Магистратов Геноши, Злыдня и Королеву Гоблинов, Отряд М, Мистера Джипа (англ. Mr. Jip) и Общество Змей, Мастера Молда и Нимрода, Нэнни и Орфан-Создатель (англ. Orphan-Maker), и Зэлейден и Мутантов Дикой Земли. Незадолго до отправки на Дикую Землю Бетси увидела, как в будущем Разбойники убивают команду. Чтобы избежать этого, она послала их через Сиж Перилоус.

### Преобразование
Бетси снова появилась на острове неподалёку от Китая, где Рука, клан ниндзя, нашли её с амнезией. Мацу’о Цараяба, их лидер, увидел шанс спасти свою любимую, Куэнон, мозг которой был мёртв. Спираль (англ. Spiral) сообщила Мацуо, что телепатия Псайлок может восстановить Куэнон, и Мацуо решился. В тайне от Мацуо Спираль поменяла местами сознания женщин. Она также соединила из генетические структуры, оставив их обеих с физическими и псхическими признаками обеих, наделив каждую из них частью телепатических способностей Псайлок.
С некоторой физической и психической подготовкой Псайлок — в теле Куэнон — стала главным убийцей Руки, взяв имя Леди Мандарин. Она получила очень высокую подготовку боевых навыков и научилась фокусировать телепатическую силу в «психический нож». Первое же задание Леди Мандарин поставило её против Росомахи. Атака Бетси психическим ножом открыла ей воспоминания Росомахи о том, кем она была и освободила её от подготовки Руки. Псайлок отказалась от её роли Леди Мандарина и сбежала с Росомахой и Джубили, отправившись с ними на остров-страну Геноша, где Новые Мутанты были похищены Кэмерон Ходж вместе с их лидером, Шторм. После поражения Ходж воссоединённая команда вернулась в Нью-Йорк.
Псайлок присоединилась к Голубой Команде, возглавляемой Циклопом, к которому она проявляла очевидное влечение. Когда Феникс (Джин Грей) узнала об этом, они схватились, но были прерваны появлением Куэнон, теперь зовущей себя Реванш, в бывшем теле Бетси, заявляя, что это она — настоящая Псайлок. Не имея возможности определить, кто истинная Бетси, они обе остались с Людьми Икс, пытаясь как-то сосуществовать. Узнав, что она имеет Вирус Наследия, Реванш заставила Мацуо убить её, полностью восстановив Псайлок, её личность и её психические способности. Став подругой Ангела, она показана нам в битве с Фалангой (англ. Phalanx), в попытке добраться до сознания Джейми в коме, сражаясь с Легионом в Израиле, и борясь с Нацией Генов (англ. Gene Nation).

### Малиновая Заря
Когда Саблезубый порезал Псайлок, Ангел, Росомаха, Доктор Стрэндж и Гомурр Древний извлекли магическую жидкость из вселенной Малиновой Зари, которая вылечила её и дала новую способность — телепортироваться сквозь тени, но также отметила её красной татуировкой поверх левого глаза. Её личность застыла на холодной грани, что создало барьер между ней и Уорреном (имя Ангела). Курагари, Проктор Малиновой Зари, попытался взять Бетси в невесты, но эти планы были сорваны с помощью Гомурра и Ангела, освободив Бетси от влияния Зари; как бы то ни было Псайлок всё ещё обладает способностью связаться с ней. Вскоре после этих событий, Псайлок и Ангел ушли из активных членов Людей Икс.
В дальнейшем она помогла Шторм в битве с Теневым Королём, который обманул Псайлок и заставил её пустить психическую волну, отключившую всех других телепатов, оставив его без противников в астральном плане. Её собственная астральная форма была уничтожена, но благодаря Малиновой Заре у неё появилась теневая форма, с временно усиленными способностями, которые она использовала, чтобы поймать сущность Теневого Короля в ловушку. Но чтобы держать его в ловушке она вынуждена фокусировать всю телепатическую силу на нём, что оставляет её бессильной.

### Революция и Экс-Трим
Джин Грей попыталась помочь Бетси с Теневым Королём и каким-то образом поменяла их силы, оставив Бетси телекинез С этими способностями Бетси сражалась с Беласко, the Neo, Нео, the Crimson Pirates, Готом, Алым Пиратом Скрученными Сестрами (англ.  Twisted Sisters),, и с Главным Стражем, потом помогла брату освободить Otherworld от армии Варпи Мастремайнда. После окончания её отношений с Архангелом, Бетси присоединилась к группе Грозы — Экс-Тремальным Людям Икс (англ. X-Treme X-Men) в поиске дневника Судьбы (англ.  Destiny). В Валенисии (Испания) она умерла в битве с человеком, известным, как Варгас, защищая Роуг и Хэнка (Beast), тяжело раненых в битве. Брайан Брэддок и Меган забрали тело Псайлок из Испании. Она была похоронена в семейном склепе Брэддоков и Зверем был построен мемориал в Особняке Икс.

### Воскрешение
Через год после смерти Бетси очнулась там, где умерла, ничего не зная о том, как выжила, и вскоре воссоединилась с Людьми Икс, помогая им в битве против Соуриан Хак’ка, и Моджо и Спираль. Джейми начал полное обследование своей вернувшейся с того света сестры, позволяя ей ловить проблески представления о нём. Бетси воссоединилась с Брайаном в созданной Скарлет Витч (она же Ванда Максимоф или Алая Ведьма) реальности «Дня М»; когда реальность вернулась в правильное русло, и воспоминания о их встрече остались в их памяти в виде сна, вынудив Бетси и нескольких Людей Икс посетить Лондон и проверить Брайана. Вернувшись в США, Бетси и Люди Икс не смогли остановить Имперскую Гвардия Ши’ар от убийства семьи Грей, ставшие мишенью из-за связи с Фениксом, но смогли одолеть Гвардию прежде, чем они успели убить Рэйчел Грей.
Вместе с слугами Первого Павшего, Форсэкен (англ. Foursaken), ожидая их хода, Джейми открыл свою часть в воскрешении Бетси: ощущая приближающуюся угрозу от космически могущественного Первого Павшего и узнав о кончине Псайлок, озабоченный Джейми воскресил её, вернувшись во времени и остановив переход её духа в посмертное состояние. Намереваясь использовать её в качестве оружия против Первого Павшего, Джейми связал «квантовые струны» тела Бетси, сделав её иммунной к манипуляциям извне, усовершенствовав её телекинетические способности, и сделал её невидимой для чувств Первого Павшего. Джейми был изгнан из Форсэкен до того, как он смог их предупредить о неизбежной угрозе; пытаясь спасти его, Люди Икс были легко схвачены, все кроме Бетси, которая обнаружила свою невидимость для Форсакен. Сорвав их планы дать Первому Павшему полный доступ к Земле, Бетси и Люди Икс попали в его реальность, Поющий Город (англ. The Singing City), где иммунитет Бетси к телепатическому контролю позволил её освободить жителей города, включая Форсэкен, от его тирании. Полный гнева Первый Павший собирался убить их, но Джейми отправил Людей Икс домой, оставив при этом неприкрытую спину, тем самым жертвуя собой ради их спасения.
Вернувшись в Великобританию рассказать Брайану о судьбе Джейми, Бетси узнала, что Теневой Ксавьер, лидер Теневых Людей Икс, взял контроль над своими тюремщиками в Тюрьме Кроссмор, и хотел увидеть её. Взяв за компанию команду Экскалибур, Бетси посетила тюрьму, где Ксавьер открыл свою истинную личность — Теневого Короля, и попытался взять реванш, заставив Экскалибур атаковал Брайан, чтобы Бетси могла увидеть его смерть; однако, не подвластная его контролю, Бетси телекинетически ударила тело Ксавьера, освободив Экскалибур. Но до того, как Псайлок убила его, её телепортировали в Кристальную Палату.

### Изгнанники
Появившись в штаб-квартире Изгнанников (англ. Exiles), героев собравшихся с нескольких реальностей для защиты Омниверса; и то, что выбор последнего члена команды пал на Псайлок, а также время выбора стали результатом манипуляций Ромы, снова двинувшей пешку по шахматной доске туда, где она вскоре понадобится в качестве части большего плана. Её первая миссия с Изгнанниками свела Бетси лицом к лицу с Слэймастером Земли-1720, жестоко напомнившем ей об ослеплении Слэймастером её реальности, Земли-616; после её побега Слэймастер начал убивать Брайана Брэддока в каждой реальности, которую посещал. Тем временем, решительно настроенная встретиться с её страхом, Псайлок начинает усиленные тренировки для подготовки к следующей встрече со Слэймастером.
Бетси вернулась на Землю-616 дать Брайану знать, что она жива. Почти одновременно и Изгнанники, и Экскалибур были призваны для защиты Иномира (англ. Otherworld), находящегося под атакой армии Фюри, созданной воскрешенным Безумным Джимом Джасперсом; хоть герои и превалировали, Изгнанники остались в качестве главных защитников Омниверса, пока разрушенный Корпус Капитана Британия не был восстановлен.
Решив остаться с Изгнанниками, Бетси посетила несколько реальностей. Во время приближения к очередной Земле у Псайлок случился ментальный удар из-за Псайлок этого мира, чья душа находиться в войне с душой этой Псайлок в попытке контролировать тело. Огун этой реальности встретил Псайлок и предложил подвезти её, чтобы она могла отомстить за смерть его ученика, убитого Слэймастером. Псайлок таки отследила его до Земли-616 и убила. Бетси вернулась в Кристальный Дворец, начав тренироваться с товарищем по команде Саблезубым, и пообещала выполнить её миссию как Изгнанник.

### Возвращение
Каким-то образом Псайлок была похищена Сестричеством Мэделин Приор во время путешествия между реальностями. Они также украли оригинальное тело Бетси, в котором умерла Куэнон, с кладбища. Между телами был произведен ритуал, и тело Бетси вернулось к жизни. Сестричество мутантов, теперь включающее в себя Псайлок с промытыми мозгами, атаковали Людей Икс. Искра была вынуждена использовать свои силы против Псайлок, выжег пол-лица Бетси. Искра атаковала шокированную Бетси, тем самым освободив её от контроля Красной Королевы и вернув её в Японское тело. После этих событий способности Псайлок снова изменились; теперь она обладает и телепатическими и телекинетическими силами, но её потенциал разделился на эти способности и в обеих она уже не так сильна, как прежде.
В следующие дни Бетси отправилась назад во время пребывания в команде Клуб Икс Хэнка «Зверя». Псайлок также вела миссию Клуба Икс на поднятие Астероида М, который был на дне Мирового Океана, чтобы сделать из него новую базу для операций Людей Икс и рай для мутантов, называемый Утопией.
Вскоре после, Псайлок отправляется в Японию вместе с Росомахой, чтобы перезахоронить её бывшее тело. По прибытии в Японию она попала в засаду Руки, уничтожившей её оригинальное тело по приказу Мацу’о Тсураяба. В ярости Псайлок отследила Мацу’о, найдя его ужасно изуродованным в результате мести Росомахи годом ранее за его роль в убийстве Марико Йашида. Мацу’о, которому теперь не хватает обеих рук, и других частей тела, заслуживал достойной смерти, и попросил Псайлок дать ему её, поскольку он не может держать меч для сэппуку. Не успела Псайлок выполнить его просьбу, как Росомах появился и сказал, что наказание Мацу’о ещё не окончено. Не желая уходить, Псайлок вовлекла Росомаху в жестокую битву, кончившеюся перемирием. Росомаха в конце концов разрешил закончить страдания Мацуо. И она оказала ему это, милосердно дав ему иллюзию о том, что у него все конечности на месте и Куэнон обнимает его, а затем быстро убила его своим пси-клинком.
На протяжении истории Нации Икс, Псайлок, Росомаха и Колосс были посланы в канализацию под Сан-Франциско расследовать дело о пропаже Хищника Икс. Они обнаружили Фантомекса (англ. Fantomex), убившего Хищника. Псайлок сразила партнёров Сублима (англ. Sublime) с помощью Фантомекса и её товарищей. В течение истории Некроша Псайлок в команде Роуг была послана на Остров Муир сразиться с воскрешенным Протейем. Казалось, что Псайлок потеряла свой иммунитет к телепатическим атакам и изменениям реальности, поскольку Протей просто овладел её разумом. В любом случае, её пси-лезвие оказалось способно разрушить его власть над его войском. Следуя истории возвращения Кабель и Хоуп Саммерс, Псайлок была выбрана Циклопом в качестве части «Списка Альфа» Людей Икс, посланной охранять этих двоих от сил Бастиона.

### Поразительная Сила Икс
После событий Второго Пришествия Псайлок наряду с Дедпулом, Фантомексом и Архангелом была выбрана Росомахой для новой команды Сила Икс, одним из условий вступления в которую было то, что никто не должен знать о команде. Псайлок использовала свою телепатию, чтобы помочь Уоррену контролировать личность «Архангел» в его голове, которая желала восстановить их прежние отношения. Первая миссия команды была установить местонахождение и убить Апокалипсиса, который переродился.

## Другие версии

### Век Апокалипсиса
Изначально Псайлок была только одним из Людей Икс, кто не был изображен в той или иной форме в одном из кроссоверов Людей Икс, Век Апокалипсиса. Однако в 6-серийном комиксе 2005 года Люди Икс: Век Апокалипсиса был представлен двойник Псайлок. Эта версия Псайлок является Азиатским ниндзя, хотя и не дается никакого объяснения такому повороту событий. Она обладает способностью генерировать пси-лезвия (на Земле-616, оригинальной, она стала ею обладать только после обмена телами с Куэнон), которые могут влиять на неодушевленные предметы так же, как и на одушевленные.
Серебряный Самурай и Логан, побежденные и схваченные агентами Апокалипсиса, первые заметили Псайлок, спрятавшуюся в тенях. Она освободила Чарльза Леншерра и схватила Людей Икс и смогла ненадолго объединиться с Логаном, на которого она была в обиде. Псайлок позже сразилась с Кинжалом, быстро сразив его, и использовала пси-лезвия, чтобы предотвратить промывку мозгов некоторых Людей Икс; первый раз на Джин Грей, пострадавшей от влияния Злыдня, потом на Кирике (на Земле-616 известной как X-23), что позволило той вспомнить тот факт, что Логан и Марико Йашида — её родители. В конце истории Псайлок и другие Японские члены Людей Икс (Солнечный Огонь, Кирика и Серебряный Самурай) отправляются в колонию беженцев Клана Йашида в Новой Японии.

### Дни Минувшего Будущего
В Дни Минувшего Будущего , берущую начало в Росомаха: Дни Будущего Прошлого #1-3, Псайлок имела не только татуировку Малиновой Зари на левом глазу, но и аналогичную татуировку на правой части лица. Псайлок первый раз появилась как загадочная женщина в капюшоне, прокравшаяся незамеченной и телепатически разрушила его рассудок. До самого финального момента не было открыта, что загадочная женщина — Псайлок, новая Красная Королева и одна из Лордов Кардиналов нового Клуба Огненного Огня. В следующем номере, Псайлок показана на стороне Шиноби Шоу, наблюдая вместе с ним пойманную Скарлет Витч. В процессе Шиноби рассуждает о своем превосходстве над миром, тут Бетси напоминает ему, что без её помощи он бы не был столь удачлив и предупреждает его о том, что рано праздновать победу. Он отвечает, что её имя останется в его мыслях, и что вместе они будут править миром. Внезапно Псайлок кричит от боли и говорит, что Росомаха очнулся и что его пробудила Эмма Фрост
Псайлок призывает Полночь (англ. Midnight — женщину-ниндзя, составившую ей компанию в Москве) и приказывает ей убить Росомаху. Бетси спрашивает её, есть ли у неё проблемы с предательством Логана в связи с их общим прошлым, на что Полночь говорит, что сейчас предательство легко для неё. Элизабет не отвечает и вместо этого улыбается Полночи, напоминая ей, что у них всех были поражения.
В номере 3 Барон Земо прокладывает свой путь к Шиноби и Элизабет для праздновании их победы, в то время как Магнето прокладывал путь на их базу. В панике Бетси кричит Шиноби сделать что-нибудь, и он отвечает ей, что компьютер скоро активирует защиту. Внезапно Бетси ощущает предательство среди рабочих, которых она обработала своим пси-лезвием. Она улыбается, узнавая, что это Джубили в маскировке. Пока она готовилась убить её, Синк и Пиявка использовали комбинацию их сил против Псайлок. Росомаха наконец побеждает её одним ударом, замечая, что на протяжении лет она росла в её мастерстве слегка «грубоватой». Она была взята обратно на базу операций Эммы Фрост и Эмма позже говорит Джубили и остальной команде, что Бетси будет переправлена обратно в Англию к её брату после восстановления.

### Дни Будущего Времени
В Экскалибур, том 1 #94, Псайлок — член подземного сопротивления против Чёрного Воздуха, Британской защитной службы, правящей Британией. Первый раз мы её видим входящей в компьютерную область под усадьбой Брэддока. Она часть команды Экскалибур, собирающейся спасти Доуглок (англ. Douglock) из штаб-квартиры Чёрного Воздуха. Внутри штаб-квартиры Псайлок сразила техно-органическую копию Бруд и использовала свой пси-нож, чтобы открыть нервный мозговой замок. Внутри замкнутой комнаты она находит саму себя, пойманную вместе с остальной командой. Что случилось после, неизвестно. В Днях Будущего Времени Псайлок не имеет татуировок на и её глаза полностью голубые, без какого-либо намека на радужку или зрачок. Единственная связь этой истории и истории Дней Будущего Прошлого это смерть Уоррена Уортингтона. Эта история, «Дни Будущего Времени», открывает правду об участи команды Экскалибура временной линии «Дней Будущего Прошлого».

### Земля Икс
Неизвестно, менялась ли версия Бетси Брэддок Земли Икс будущего с японским ассассином Куэнон телами или это действие было незаконченно по каким-либо причинам, но она выглядела европеоидкой, когда прибыла в Иномир (англ. Otherworld) для тренировки её телепатических и прекогнитивных способностей под началом Мерлина и Ромы. Её способности возросли, телепатический отпечаток Псайлок, имеющий вид бабочки, стал больше обычного и постоянно горел, заливая её голову ярко-розовым светом. Когда её тренировки были закончены, она вернулась на Землю к Королю Британии, её брату, через некоторое время после того, как она, Мерлин и Доктор Стрейндж использовала свои силы, чтобы ослабить Мефисто, позволив Брайану убить её.

### День М
Во вселенной Дня М, созданной Вандой Максимофф, Бетси нашла себя принцессой, сестрой короля Британии. По факту она была престолонаследницей трона, будучи на несколько минут старше своего близнеца Брайана, но она уступила ему это право, предпочтя путешествия и приключения в компании своей фрейлины, Рэйчел Грей.

### Marvel Comics 2
Хоть и не являясь на первом плане, версия Псайлок MC2 хотя бы была упомянута. Эта Псайлок является крестной матерью Диким Созданием, дочерью Росомахи и Электры, и она также тренировала её в использовании её психо-способностей. Дикое Создание никогда не имела реальных когтей, как у Росомахи, но имела психо-версию их, которые она могла использовать с теми же свойствами, что и психо-катана Псайлок.

### Ultimate Marvel
В сюжете «Кругосветное путешествие» Ultimate X-Men агент Бетси Брэддок вместе с её партнёром агентом Даем Томасом была представлена как Полковник Британской Секретной Службы. В основном потоке времени Marvel Universe Бетси Брэддок — сестра-близнец Брайана Брэддока, теперь являющегося членом Европейской Защитной Инициативы (эквивалент Европейского Объединения Абсолютов), под кодовым именем Капитан Британия. Её отец, Профессор Сэр Джеймс Браэддок, жив в этой вселенной и надзирает над программой супер-солдат Е. З. И. Она телепат, и, по её собственному утверждению, самый мощный в Англии. Сила «психовзрыва», которой она обладала в Британской форме на Земле-616 была представлена, как «психо граната», которую она могла сдетонировать в разуме у других людей. Агенты Бетси Брэддок и Дай Томас, были отправлены в помощь Ксавьеру в поисках его сына, Дэвида, могущественного мутанта, который обладал способностью владеть телами других и манипулировать реальностью. На протяжении расследования, однако, агент Томас был убит и телом Бетси завладел Дэвид, сея разруху и убивая невинных, будучи в её теле. Она научилась сопротивляться его контролю, хоть и на короткое время, и попросила Ксавьера убить её. Ксавьер не смог заставить себя сделать это, но Колосс сбросил машину на него, убив и Дэвида, и Бетси.
Сознание Бетси выжило, каким-то образом перейдя в коматозное тело японской девочки под именем Куэнон. Куэнон была рада возможности получить вторую жизнь, и добровольно отдала Бетси её тело. Она рассмотрела свой опыт близкого к смерти состояния как весьма интересный. Изменениям подвергся её внешний вид: в новом теле у неё был пирсинг в нескольких местах. Она также каким-то образом вернула себе способности и даже получила новую — создавать лезвие, способное резать большинство материалов, даже броню Стражей. Она была отправлена помогать формированию У. Д. А. Р., британскому отделу Щ. И. Т. Вскоре, однако, оказалась, что она тайно работает на Чарльза Ксавьера, расследуя активность Фенриса.
Бетси официально присоединяется к команде Люди-Икс под именем Псайлок. Её сотрудничество с У. Д. А. Р. закончилось, поскольку тело, в котором она проживает, является слишком юным для работы в качестве агента правительства. Её завербовал Бишоп в его новую команду Людей Икс, образованную им после ухода из Людей Икс в результате спора с Циклопом по поводу его отказа помочь группе мутантов, атакованных Стражами. Позже Бишоп обращается к Псайлок, как к своей жене, когда близнецы Фенрис угрожали убить её. В номере 88 Псайлок спорит с Бишопом об упоминании их будущего брака, в ходе чего он сообщает, что подразумевалось, что её убьют до того, как он отправился назад во времени. В конце концов Бишопа убивает Росомаха.
Ксавьер возвращается из будущего и обнаруживает себя, и Псайлок начинает жить в Институте Ксавьера в качестве студента. Псайлок появляется ещё раз после того, как Нью-Йорк был подвержен катаклизмам Ультиматума. В то время как основная часть команды Люди Икс пошла на поиски Магнето, Псайлок осталась в Институте. Когда Уиллиам Страйкер нападает на школу, планируя убить всех студентов, Псайлок использовала Церебро, чтобы послать телепатическое сообщение каждому мутанту, что она может спасти их. В конечном счете, она пережила бойню вместе с Шельмой, Жабой и Файрстар, хотя, по каким-то причинам, она и Жаба попали в лист погибших в последнем номере кроссовера Ультиматум.

### Век Икс
В этом измерении Псайлок изображена членом Силы Воинов, избранной группы телекинетиков, построивших телекинетические щиты, защищавшие Крепость Икс ежедневно. Она не менялась телами с Куэнон, и по прежнему в своем изначальном европеоидном теле. Из-за конфликта мутантов и людей она живёт богато среди высшего света Британского общества, аналогично её 616 версии. Находится в романтических отношениях с Бобби Дрейком этой вселенной.

## Способности и силы
За свою жизнь Псайлок прошла через различные виды сил и способностей, она теряла свои первоначальные силы, получала новые, а также улучшала старые.

### Первоначальный набор сил
В своём теле Псайлок имела широкие псионические силы и соперничала с другими мутантами, имеющими высокий уровень подобных сил.
- Телепатия: контроль над разумом, проекция иллюзий, чтение и передача мыслей на большие расстояния, контроль и подавление других сил, проецирование себя и других в астральном плане.
- Психическое сканирование. Псайлок в состоянии психически сканировать огромные расстояния, чтобы узнать статус, состояние и намерения других людей.
- Пси-стрелы. Стрелы из чистой психической энергии, которые могли оглушить, ранить или убить.
- Психо-взрыв. Псайлок могла стрелять сфокусированным лучом телепатической энергии в противника, ударяя их физически, и в то же время психически атакуя. Этот взрыв был достаточно мощным, чтобы проникнуть в устойчивый к телепатическим атакам шлем Джаггернаута.
- Предсказание. Это была её первоначальная сила до того, как превратилась в телепатию. Она могла случайно и редко воспринимать видения будущих событий.
- Эффект бабочки.

### Смена тел
После того, как душа Псайлок была перемещена в тело Кваннон (позже Реванш), которое после смерти Реванш стало для неё постоянным, силы Псайлок значительно изменились.
- Психический нож — телепатические способности, сосредоточенные в руках (она называла это оружие «целенаправленной совокупностью телепатические силы»). С помощью ножа Псайлок может возбуждать у своих противников рецепторы боли физически не разрушая ткани, нож может привести её жертв к ошеломлению, или даже убить их в зависимости от количества энергии, которую она использует. Когда удар приходит в голову противника, нож позволяет Псайлок читать мысли своего оппонента и в некоторых случаях стать связанной с ними.
- Боевые искусства. Псайлок также получила много знаний Кваннон и стала мастером боевых искусств и ниндзюцу.

Смена тела подействовала на её телепатические способности. Её телепатия была вдвое меньше до тех пор, пока Реванш не умерла, давая Псайлок использование телепатии в полной мере.

### Малиновая заря
Псайлок получила новые возможности после того, как использовала исцеляющую жидкость Малиновой зари. Она дала ей красную татуировку в виде кинжала на левом глазу и позволила ей скрываться и телепортироваться через тени. Во время боя с Королём Теней она, казалось, была убита в астральном плане, но Малиновая заря позволила ей вернуться в тень в качестве астральной формы. Она также получила возможность скрыть в тени своих союзников.
Полученные умения:
- Теневая телепортация
- Теневая невидимость
- Теневая астральная форма
- Телекинез (полученный от Феникса)
- Психическая катана

Тем не менее, в дальнейшем Псайлок потеряла способность использования телепатии. Так как она психически заперла Короля теней и, если бы снова использовала телепатию, это бы освободило запертого злодея.

## Романтические отношения
Псайлок уже долгое время встречается с Уорреном Уортингтоном III. Также за Псайлок долгое время ухаживал Фантомекс

## Вне комиксов

### Фильмы
Псайлок в исполнении Мейлинг Меланкон появляется в фильме «Люди Икс: Последняя битва». Там она состоит в Братстве злых мутантов Магнето. Вместе с Омегой пыталась убить создателя лекарства от мутации, но его спасает его сын Архангел. Была уничтожена Джин Грей.
Также появляется в фильме «Люди Икс: Апокалипсис», где её играет Оливия Манн. Элизабет Брэддок сотрудничает с Калибаном, который использует телепатию Псайлок для заработка. Когда Апокалипсис приходит к ним, Псайлок становится его всадником и даёт наводку на Ангела. Псайлок, Апокалипсис, Шторм, Ангел и Магнето приходят в Школу Ксавьера и забирают Профессора. Когда Люди Икс прилетают в Каир, Псайлок сражается со Зверем. Затем она и Ангел гонятся за самолётом Людей Икс. Тот повреждается и Псайлок спрыгивает, падает и теряет сознание. Очнувшись, она видит, что Апокалипсис повержен, и уходит.

### Видеоигры
Встречается в видеоигре Deadpool с Роуг, Домино, Кабелем и Росомахой.
Является одним из играбельных персонажей в играх Marvel Ulltimate Alliance 2, Marvel Heroes, Lego Marvel Super Heroes, X-Men 2: Clone Wars, X-Men. Mutant Academy 2 и Marvel Rivals. Также ее экипировка присутствует в игре Fortnite: Battle Royale. 

### Телевидение
- Псайлок появляется в нескольких сериях сериала «Люди Икс», где её озвучила Таша Симмс. Она является воровкой и в целях наживы забирается в замок Уоррена Уортингтона III, который, защищая своё имущество, вступает с ней в битву, параллельно влюбляясь в воровку. Битву, перешедшую из замка Уортингтонов в Лондон, останавливает Магнето, который похищает Псайлок, которая, как и все телепаты Вселенной нужны злому мутанту Апокалипсису для очередной попытки покорения мира.
- В сериале «Росомаха и Люди Икс» Псайлок появляется в одной серии, где её озвучивает Грей ДеЛайл. Она была призвана Братством для попытки телепатически воздействовать на взрывные силы Нитро. Ей это не удалось, и в конце концов она была побеждена Эммой Фрост.